# Municipio de Penn (condado de Centre)
El municipio de Penn (en inglés: Penn Township) es un municipio ubicado en el condado de Centre en el estado estadounidense de Pensilvania. En el año 2000 tenía una población de 1.044 habitantes y una densidad poblacional de 14.3 personas por km².

## Geografía
El municipio de Penn se encuentra ubicado en las coordenadas 40°53′00″N 77°30′59″O / 40.88333, -77.51639.

## Demografía
Según la Oficina del Censo en 2000 los ingresos medios por hogar en la localidad eran de $41,544 y los ingresos medios por familia eran de $44,688. Los hombres tenían unos ingresos medios de $29,605 frente a los $22,404 para las mujeres. La renta per cápita de la localidad era de $15,530. Alrededor del 11,1% de la población estaba por debajo del umbral de pobreza.